# (26792) 1975 LY
1975 أل واي (ويعرف أيضًا باسم (26792) 1975 أل واي وفق تسمية الكوكب الصغير) (بالإنجليزية: 1975 LY)‏ هو كويكب ضمن حزام الكويكبات؛ وترتيبه 26792 من حيث الاكتشاف.
اكتُشف هذا الجُرم الفلكي بواسطة Mario Reynaldo Cesco ‏ في 8 يونيو 1975.

## وصلات خارجية
- (26792) 1975 LY في قاعدة بيانات مختبر الدفع النفاث لأجرام النظام الشمسي الصغيرة

- الاكتشاف · مخطط المدار ·  العناصر المدارية · المعلمات المادية

- (26792) 1975 LY على موقع ويكي سكاي: DSS2, SDSS, GALEX, IRAS, Hydrogen α, X-Ray, Astrophoto, Sky Map, Articles and images